# Narcís Donadeu Buxalleu
Narcís Donadeu Buxalleu   (Sant Hilari Sacalm, 26 d'agost de 1907 - Mauthausen-Gusen, 5 de març de 1941) fou un hilarienc deportat i mort al camp de concentració de Gusen, subcamp de Mauthausen.

## Biografia
Nascut a Sant Hilari Sacalm el 26 de agost de 1907. Era  germà del també deportat, Isidre Donadeu Buxalleu. Fou membre del comitè Revolucionari Antifeixista de Sant Hilari Sacalm. Va exiliar-se el 1939, on després de passar per diferents camps de refugiats exiliats republicans, fou deportat des d'Angulema, França, cap a Mauthausen, en l'anomenat comboi dels 927.
Va morir el 28 de novembre de 1941 a Gusen, al Camp de concentració de Mauthausen-Gusen.
Narcís Donadeu Buxalleu va néixer el 26 d’agost de 1907 a la casa anomenada Cal Sereno, a Sant Hilari Sacalm. Era fill de Ramon Donadeu Busquets i Josefa Buixalleu Puig. Va tenir dos germans: la Lola i l’Isidre. Va ser membre del Comitè Revolucionari Antifeixita de Sant Hilari Sacalm i li va tocar anar a la batalla del Segre, on va quedar ferit de la cama dreta. Quan va tornar a Sant Hilari Sacalm  es va trobar a un hospital amb la seva germana Lola, que atenia als ferits. Un dia després de la caiguda de Barcelona, la Lola i en Narcís van anar cap a França. Van passar per Figueres, van travessar els Pirineus, en condicions nefastes, fins que van entrar a França pel pas de Pertús el 9 de febrer.
Allà en Narcís i la Lola van ser separats.  Durant la travessia, la seva germana Lola va resultar ferida i va ser evacuada al camp d’Argelers, i posteriorment va poder exiliar-se cap a Xile on s’establí definitivament. En Narcís va anar al camp de Saint Cyprien i es va retrobar amb l’Isidre. Des d’allà els van tancar al camp de refugiats republicants espanyols, d’Anoguleme.  El 20 d’agost va agafar el comboi 927 amb   els seu germà i 900 republicans espanyols més que els va portar a Mauthausen. De Mauthausen que tenia el número de matricula: 3809, va anar a parar a Gusen, onli van assignar el 9180. Allà va ser assassinat pels nazis el 3 de maig de 1941, als 34 anys.